# Heat (film fra 1995)
 For alternative betydninger, se Heat. (Se også artikler, som begynder med Heat)
Heat er en amerikansk actionfilm fra 1995 instrueret, produceret og skrevet af Michael Mann. Filmen er et remake af Manns egen tv-film L.A. Takedown fra 1989, men har i 1995-udgaven en helt anden rollebesætning. Blandt de medvirkende er bl.a. Al Pacino, Robert De Niro, Val Kilmer, Tom Sizemore og Hank Azaria.

## Medvirkende
- Al Pacino som Vincent Hanna
- Robert De Niro som Neil McCauley
- Val Kilmer som Chris Shiherlis
- Jon Voight som Nate
- Tom Sizemore som Michael Cheritto
- Diane Venora som Justine Hanna
- Amy Brenneman som Eady
- Ashley Judd som Charlene Shiherlis
- Mykelti Williamson som sgt. Drucker
- Wes Studi som Casals
- Ted Levine som Bosko
- Dennis Haysbert som Donald Breedan
- William Fichtner som Roger Van Zant
- Natalie Portman som Lauren Gustafson
- Tom Noonan som Kelso
- Kevin Gage som Waingro
- Hank Azaria som Alan Marciano
- Danny Trejo som Trejo
- Henry Rollins som Hugh Benny
- Tone Lōc som Richard Torena
- Jeremy Piven som Dr. Bob
- Xander Berkeley som Ralph

## Ekstern henvisning
- Heat på Internet Movie Database (engelsk)
- Heat på Filmdatabasen
- Heat på Scope
- Heat på AlloCiné (fransk)
- Heat på MovieMeter (nederlandsk)
- Heat på AllMovie (engelsk)
- Heat hos American Film Institute (engelsk)
- Heats profil hos Encyclopædia Britannica Online (engelsk)
- Heat på Turner Classic Movies (engelsk)
- Heat på The Movie Database (engelsk)

1. ↑  Navnet er anført på engelsk og stammer fra Wikidata hvor navnet endnu ikke findes på dansk.